# Gare de Wallers
La gare de Wallers est une gare ferroviaire française de la ligne de Douai à Blanc-Misseron, située sur le territoire de la commune de Wallers, dans le département du Nord, en région Hauts-de-France.
C'est une halte voyageurs de la Société nationale des chemins de fer français (SNCF), desservie par des trains TER Hauts-de-France.

## Situation ferroviaire
Établie à 23 mètres d'altitude, la gare de Wallers est située au point kilométrique (PK) 238,294 de la ligne de Douai à Blanc-Misseron, juste avant le passage à niveau no 138, entre les gares ouvertes de Somain (s'intercale la gare fermée d'Hélesmes) et de Raismes (Nord). Sa vitesse limite de traversée est de 110 km/h.
C'était une gare de bifurcation, située au PK 236,9 de la ligne de Denain à Saint-Amand-les-Eaux (fermée), entre les gares fermées de Wallers-Halte et d'Hasnon.

## Histoire
Le tableau du classement par produit des gares du département du Nord pour l'année 1862, réalisé par Eugène de Fourcy, ingénieur en chef du contrôle, place la station de Wallers au 42e rang, et au 118e pour l'ensemble du réseau du Nord, avec un total de 15 899,74 fr. Dans le détail cela représente : 10 894,86 fr pour un total de 8 130 voyageurs transportés, la recette marchandises étant de 508,83 fr (grande vitesse) et 4 496,05 fr (petite vitesse).

## Service des voyageurs

### Accueil
Halte SNCF, c'est un point d'arrêt non géré (PANG) à entrée libre. Elle est équipée d'automates pour l'achat de titres de transport.

### Desserte
Wallers est desservie par des trains TER Hauts-de-France, qui effectuent des missions entre les gares de Douai et de Valenciennes.

### Intermodalité
Un parking pour les véhicules y est aménagé. Elle est desservie par la ligne 107 du réseau Transvilles.